# La farfalla... la donna
La farfalla... la donna (The Butterfly) è un film muto del 1915 diretto da O.A.C. Lund. Basato su un romanzo di Henry Kitchell Webster, aveva come interpreti principali Howard Estabrook, Barbara Tennant e lo stesso Lund.
Prodotto dalla Shubert Film Corporation, il film uscì nelle sale il 10 maggio. Qualche giorno prima, il 6 maggio, era stato distribuito un altro The Butterfly, un cortometraggio prodotto dalla Balboa che aveva come interprete principale Henry King.

## Trama
Una bella signora americana, in viaggio in Egitto, respinge le avances di un ammiratore gobbo, offendendolo mortalmente. L'uomo, deciso a vendicarsi, anni dopo convince la figliastra della sua nemica a entrare nel mondo dello spettacolo come ballerina. La ragazza, Elaine Arthur, diventa una nota danzatrice conosciuta con il soprannome di Butterfly (Farfalla) e gira gli Stati Uniti in tour insieme all'impresario e a John Butler, innamorato di lei. Quando la compagnia si esibisce in uno spettacolo poco lontano dalla città natale di Elaine, il gobbo vede tra il pubblico la donna che lo ha respinto. Dopo averla seguita in albergo, l'aggredisce e la pugnala a morte. Del delitto viene incolpato Butler. Ma il vero assassino, mentre sta fuggendo, cade da una scogliera. In punto di morte, l'uomo confessa l'omicidio. Elaine riesce così a provare l'innocenza di Butler che, scagionato, può ritornare da lei.

## Produzione
Il film fu prodotto dalla Shubert Film Corporation. Alcune scene furono girate in Florida, a St. Augustine.

## Distribuzione
Distribuito dalla World Film, il film uscì nelle sale cinematografiche USA il 10 maggio 1915. In Italia venne distribuito dalla Stenley nel 1916.